# パラトライアスロン
パラトライアスロン（Paratriathlon）は、障がい者スポーツ向けのトライアスロン。

## 歴史
パラトライアスロン競技は、もともとトライアスロン競技の中で、障害がある選手のカテゴリー(Athlete With Disability, AWAD)として実施され、1996年以降、毎年、世界選手権が開催されてきた。2008年11月の国際トライアスロン連合(International Triathlon Union, ITU)の会議において、パラリンピックにおける正式競技としての実施をめざし、AWADカテゴリーのレースをパラトライアスロンと呼ぶことが決定した。その後、2016年リオデジャネイロパラリンピックからパラリンピックの正式種目となった。

## ルール
2009年まで、パラトライアスロンは、トライアスロンと同様に総距離51.5kmで行われていた。競技ルールの改定により、2010年以降、パラトライアスロンは、トライアスロンの半分にあたる総距離25.75km（スイム750m、バイク20km、ラン5kmで構成）で行われている。
トランジション（スイム、バイク、ランの種目間の移行）の行動などを定めたルールに違反した場合、タイムペナルティが課される。

## 区分
パラトライアスロンのクラス分けは、競技ルールと共に頻繁に見直しがなされてきた。

### 2009年～2013年まで
パラトライアスロンの呼称が正式に使用されるようになった2009年時点でのクラス分けは、下記の通りである 。
- TRI1 - 車椅子使用者
- TRI2 - 重度の下肢障害
- TRI3 - その他の障害
- TRI4 - 腕の障害
- TRI5 - 中程度の下肢障害
- TRI6 - 視覚障害者

### 2016年リオデジジャネイロパラリンピックに向けた改編
パラリンピックでの実施が正式決定したことを受け、管轄団体の国際トライアスロン連合（ITU）は、従来のクラス分けを大幅に見直し、2014年に下記の区分に再編した  。2016年リオデジャネイロパラリンピックでは、男子（PT1、PT2、PT4)、女子（PT2、PT4、PT5）の各3クラスが実施された。
- PT1 - 座位（車椅子を使用）
- PT2 - 障害が最も重いクラス
- PT3 - 障害が中程度のクラス
- PT4 - 障害が最も軽いクラス
- PT5 - 視覚障害者

### 2020年東京パラリンピックに向けた改編
さらにクラスを細分化し、9クラスの構成となった。このうち2020年東京パラリンピックでは、2018年8月に、男子（PTWC、PTS4、PT5、PTVI）、女子（PTWC、PTS2、PTS5、PTVI)の8種目が実施されることが決定した。その後、2018年12月に、対象外となっていたクラスの選手が、障害の軽いクラスで出場できるようルール改正され、男子PTS4はPTS2とPTS3を含み、女子PTS5はPTS3とPTS4を含むこととなった。
- PTWC1、PTWC2 -（障がいの重い方から軽い方へ） 座位（車椅子を使用）
- PTS2、PTS3、PTS4、PTS5 - （障がいの重い方から軽い方へ）立位（運動機能障害）
- PTVI1、PTVI2、PTVI3 -（障がいの重い方から軽い方へ） 視覚障がい

## 主要大会

### 国際大会
- パラリンピック
- ワールドトライアスロンパラ選手権（World Triathlon Para Championships）
- ワールドトライアスロンパラカップ（World Triathlon Para Cup）
- ワールドパラトライアスロンシリーズ（World Triathlon Para Series）

### 国内大会
- 横浜シーサイドトライアスロン大会
- 千葉シティトライアスロン大会